# Селла, Квинтино
Квинтино Селла (итал. Quintino Sella; 7 июля 1827, Моссо провинции Биелла — 14 марта 1884, Биелла) — итальянский государственный деятель и финансист. Профессор (1853). Президент Национальной академии деи Линчеи. Иностранный член-корреспондент Петербургской академии наук (1881).

## Биография

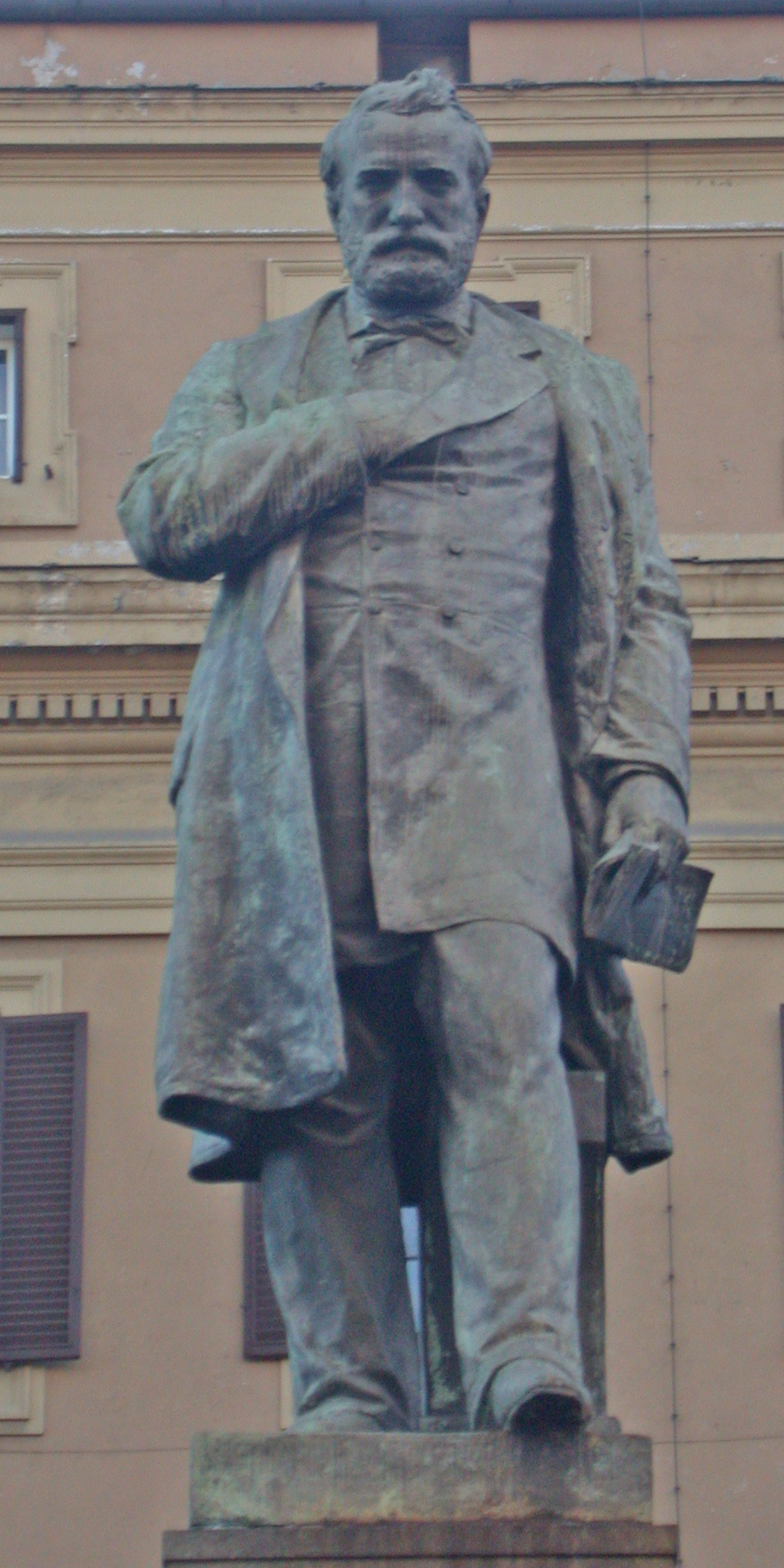
Памятник Квинтино Селла перед Министерством финансов в Риме

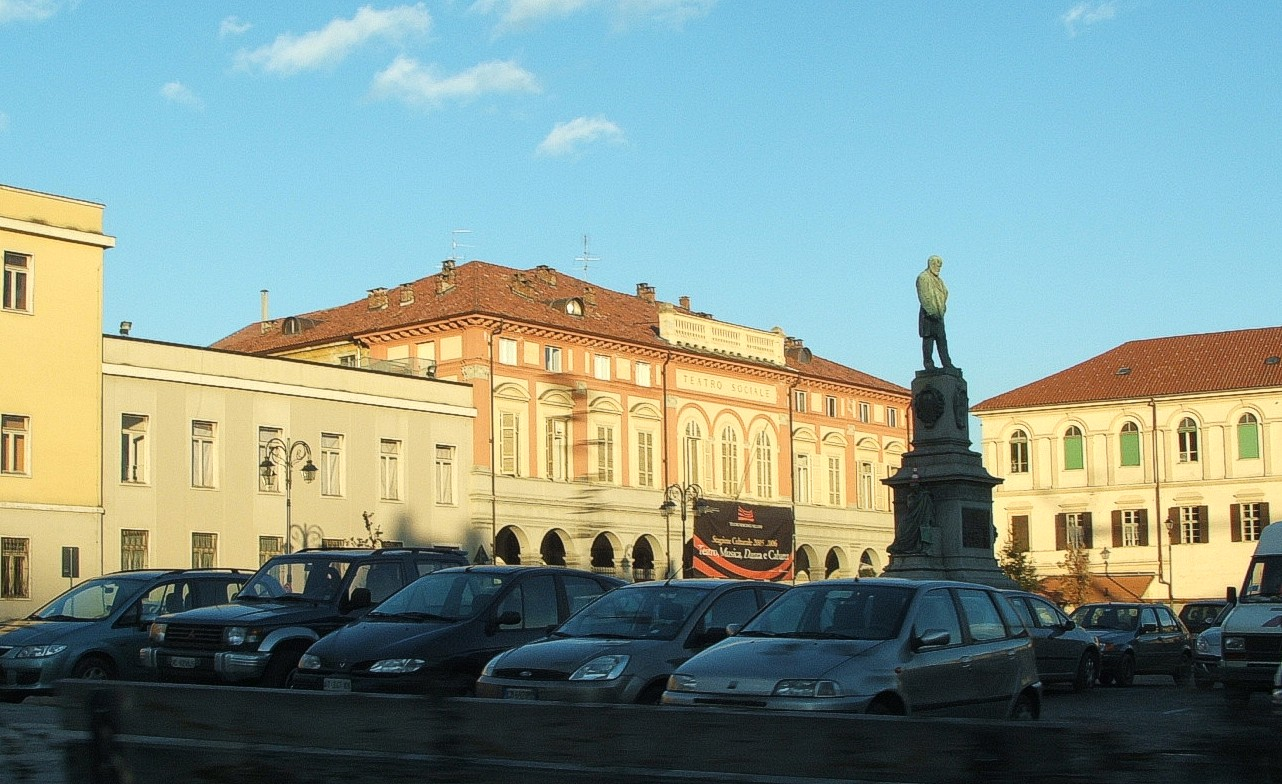
Памятник Квинтино Селла в г. Бьелла

Родился в состоятельной семье промышленника. До 1847 года обучался инженерному делу и гидротехнике в Турине. Позже был отправлен для изучения прикладной минералогии в Горную школу Парижа.
В 1852 году вернулся в Турин и стал преподавателем геометрии в техническом институте. С 1853 года — профессор математики Туринского университета. Позже получил кафедру математики и был назначен управляющим Минералогическим музеем. С 1860 года — профессор прикладной минералогии в инженерной школе Турина.
В 1854—1861 годах плодотворно занимался научной деятельностью, исследованиями в области теоретической кристаллографии и морфологии. К. Селла, среди прочих достижений, первым в Италии ввëл научный метод применения аксонометрических проекций.
В 1859 году он был назначен членом национального Совета по образованию. В 1860 году был избран депутатом парламента. Два года спустя — стал генеральным секретарëм народного просвещения. Политические обязательства вынудили К. Селла отказаться от преподавательской деятельности.
Трижды назначался министром финансов Италии. В 1862 году — в правительстве У. Раттацци, в 1864—1865 годах — в правительстве А. Ламармора и в 1869—1873 годах — в правительстве Д. Ланца. Убеждëнный сторонник строгой экономической политики, которому удалось свести государственный баланс при помощи достаточно жëстких, но эффективных, хотя и очень непопулярных среди итальянцев налоговых мер. В 1873 году в результате растущего недовольства в связи с его экономическими реформами, ушëл в отставку со своего поста.
В марте 1874 года был избран президентом Национальной академии деи Линчеи, старейшей академии наук Италии.
Поклонник альпинизма. В 1863 году организовал Итальянский Альпийский (альпинистский) клуб (Club Alpino Italiano).
Летом 1881 года, заболел лихорадкой, приступы которой преследовали его до смерти 14 марта 1884.
Был похоронен на склонах любимых им Альп, на высоте четыре тысячи футов на кладбище Сакро-Монте-ди-Оропа.
В честь К. Селла его именем назван горный приют в Альпах, под Монте-Роза.
К. Селла, в своё время, убедил короля Виктора Эммануила II выбрать Рим столицей итальянского государства.